# Файзабад (Афганистан)

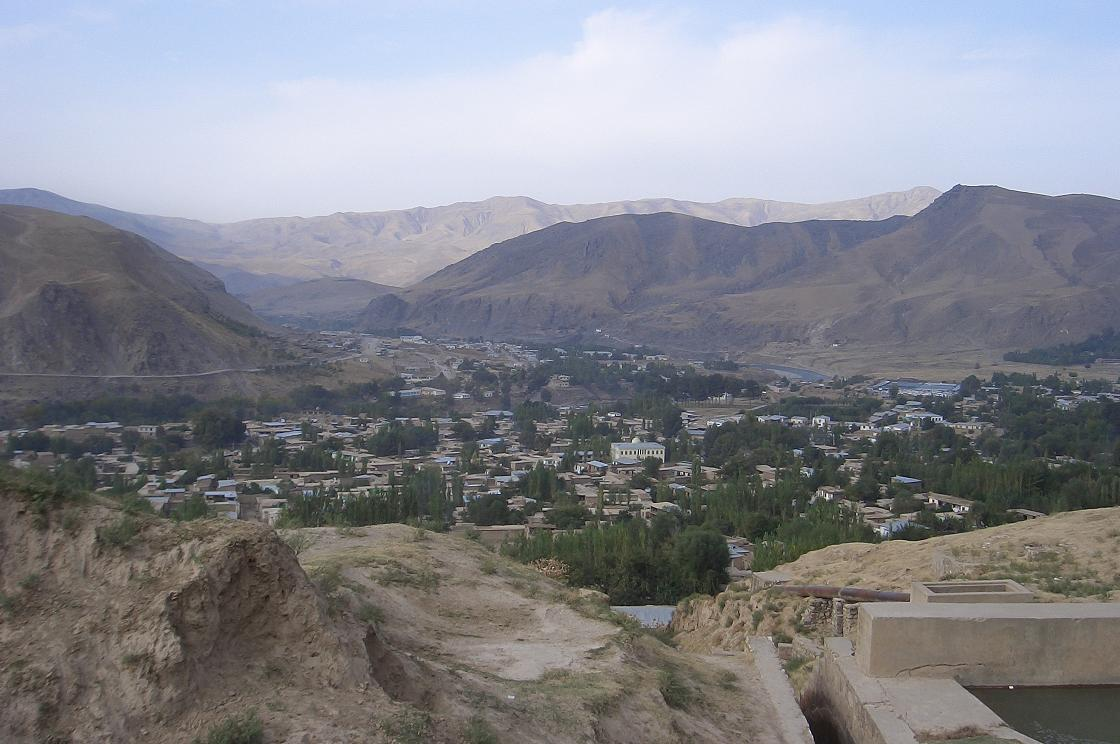
Вид на город

Файзаба́д (пушту ‎и дари فيض‌آباد) — административный центр и крупнейший город провинции Бадахшан, на севере Афганистана.

## География и экономика
Город находится на правом берегу реки Кокча. Файзабад исторически изолирован из-за недостатка в мощеных дорогах. В городе находятся два базара, где до сих пор торгуют шерстью, шерстяной одеждой, солью, сахаром, чаем и индиго.
В провинции произрастают некоторые виды зерновых культур, такие как ячмень, пшеница и рис. В непосредственной близости к городу располагается соляная шахта. Рядом с городом находят берилл. Также в Файзабаде находится ремесленное производство шерстяных вещей. В городе есть работающая гидроэлектростанция.

## Климат
| Показатель                    | Янв. | Фев. | Март | Апр. | Май  | Июнь | Июль | Авг. | Сен. | Окт. | Нояб. | Дек. | Год  |
| ----------------------------- | ---- | ---- | ---- | ---- | ---- | ---- | ---- | ---- | ---- | ---- | ----- | ---- | ---- |
| Средний суточный максимум, °C | 6,0  | 8,2  | 14,3 | 21,3 | 25,1 | 31,6 | 35,7 | 34,9 | 29,9 | 23,1 | 15,9  | 9,7  | 21,3 |
| Средняя температура, °C       | −0,1 | 2,0  | 7,7  | 14,1 | 17,6 | 23,7 | 27,1 | 25,7 | 20,3 | 14,2 | 7,5   | 2,7  | 13,5 |
| Средний суточный минимум, °C  | −4,3 | −1,2 | 2,4  | 8,0  | 10,6 | 13,9 | 16,8 | 15,5 | 10,3 | 6,3  | 1,5   | −1,9 | 6,4  |
| Норма осадков, мм             | 49   | 65   | 91   | 97   | 77   | 8    | 5    | 1    | 1    | 23   | 29    | 34   | 480  |
| Источник: World Climate       |      |      |      |      |      |      |      |      |      |      |       |      |      |

## Население и история
Большинство населения составляют таджики и узбеки. Также велика численность пуштунского и туркменского меньшинств.
Город существовал под названием Джауз Гун до 1680. Его имя было изменено на Файзабад, что может быть переведено как «жилище божественной щедрости, благословения и милосердия», когда халат Мухаммеда был доставлен в город.
В непосредственной близости от города есть семь старых крепостей, некоторые из которых лежат в руинах.